# Casa Baygual
La Casa Baygual és una obra modernista de Sabadell (Vallès Occidental) protegida com a Bé Cultural d'Interès Local.

## Descripció
Habitatge format per la planta baixa i dos pisos. Destaca l'ornamentació d'estil modernista. La distribució és simètrica a les plantes superiors amb dos parells de balcons. La planta baixa presenta una solució asimètrica de la qual destaca la finestra geminada amb una columna salomònica. La zona de la llinda presenta una decoració amb esgrafiats amb motius vegetals. El ràfec, subjectat per petites mènsules, sosté l'acabament de la façana, que presenta formes ondulants amb un medalló a la part central.

## Història
L'any 1985 es reconstruí tot l'interior de l'habitatge, es restaurà la façana.